# Звёздное облако Стрельца

Звёздное облако Стрельца

Звёздное облако Стрельца (Delle Caustiche, M 24) — звёздное облако в созвездии Стрельца около 600 св. лет в диаметре. Было открыто Шарлем Мессье в 1764 году.

## Наблюдения

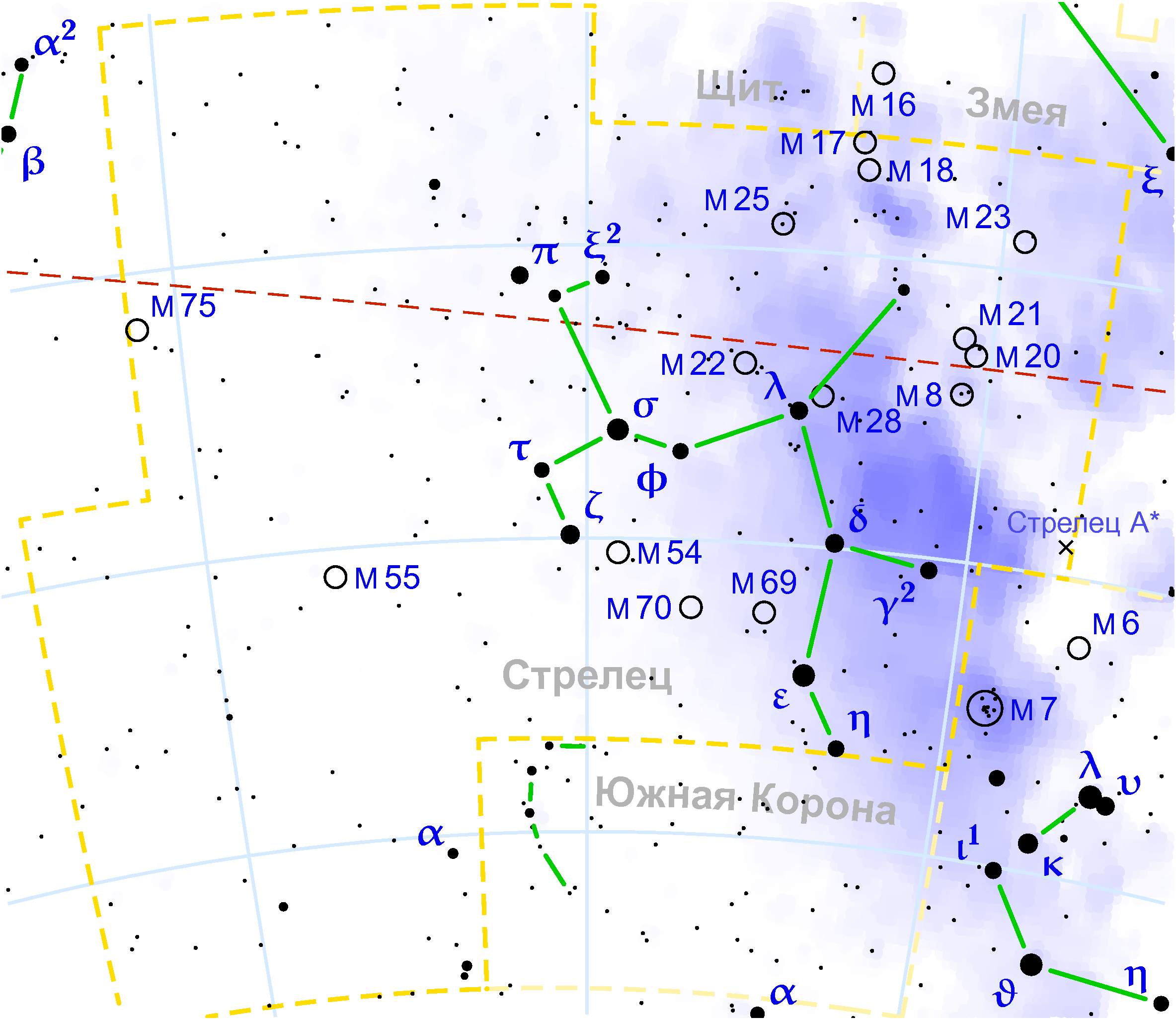
Млечный Путь в Стрельце

Этот фрагмент Млечного Пути просвечивает сквозь пылевые облака, особенно плотные в направлении на центр нашей Галактики. Если бы их не было и все звезды галактического ядра были доступны наблюдениям, то Стрелец (точнее, место его стыка со Скорпионом) светился бы как полная Луна. Только некоторые фрагменты звездных рукавов удается рассмотреть в немногие просветы. M 24 — один из таких просветов. У этого объекта множество имен: «Малое Звездное Облако» (Small Sagittarius Star Cloud), «Заплатка» (Milky Way Patch), и даже «Каустическая Долина» (Delle Caustiche).
На темном южном небе это облако хорошо выделяется как кусок Млечного Пути над μ Sgr в северной части Стрельца. Имеет продолговатую форму длиной примерно 2 градуса и включает в себя тысячи звезд (среди них немало двойных), рассеянное скопление NGC 6603 и крошечную планетарную туманность NGC 6567. К северной части этого образования примыкает пара «угольных мешков» — компактных и плотных пылевых облаков B 92 и B 93.
Для рассматривания «Заплатки» подойдет небольшой телескоп (апертурой 60-80 мм) или даже бинокль. Увеличение 10-20 крат будет вполне достаточно для получения общего впечатления.

#### Соседи по небу из каталога Мессье
- M 23 — (к западу) богатое звездами и довольно крупное рассеянное скопление;
- M 25 — (на восток) ещё одно рассеянное скопление, составленное из довольно ярких звезд;
- M 21, M 20 и M 8 — (к югу) группа из скопления и пары замечательных туманностей: «Трехраздельной» и «Лагуны»;
- M 18, M 17 и M 16 — (на север на границе со Змеёй) аналогичная тройка — скромное рассеянное скопление и пара ярких туманностей: «Омега» и «Орел»;
- M 22 и M 28 — (на юго-запад) пара ярких шаровых скоплений.